# Hildasholm
Hildasholm är en herrgårdsliknande egendom nere vid Siljan strax norr om Leksands kyrka i Leksand.

## Historia
Hildasholm ritades av Torben Grut och uppfördes 1910–1911 för Axel Munthe som gåva till hustrun Hilda Pennington-Mellor. Den fick namnet Stengården men kallas sedan Hilda Munthes död 1967 för Hildasholm. Enligt familjetraditionen gav Munthe huset i morgongåva till hustrun, vilket inte stämmer då de gifte sig redan 1907 och huset byggdes 1910–1911. Paret vistades emellertid i trakterna under bröllopsresan.
Hildasholm skänktes 1980 av sonen Malcolm Munthe till den då instiftade Stiftelsen Hildasholm, vilken bildats av Axel och Hilda Munthes ättlingar, Zornsamlingarna i Mora, Leksands kommun och Leksands församling. Hildasholm blev byggnadsminne 1988. En omfattande restaurering av hela anläggningen genomfördes 1994–1999 i samarbete mellan stiftelsen och länsstyrelsen i Dalarnas län. Upprustningen finansierades med hjälp av bidrag från länsstyrelsen, EU:s strukturfond och länsarbetsnämnden.

## Trädgårdarna
Trädgårdarna, som anlades av Hilda Munthe när huset var nybyggt, har i huvudsak bestått. I söderläge finns det en, med tanke på klimatet, överraskande blomsterprakt, med inspiration från England och Frankrike. I norrläge finns figurklippta granar. Under sommaren 2004 anlades två nya trädgårdar på Hildasholm. Den ena är en köksträdgård som har återskapats på samma plats som på Hilda Munthes tid under 1920- och 30-talen. Trädgården är en traditionell svensk köksträdgård med ärter, morötter, lök, rotfrukter och blommor. Som komplement till denna anlades, på en annan plats, en ny trädgård med medicinalväxter i Axel Munthes anda.

## Bilder

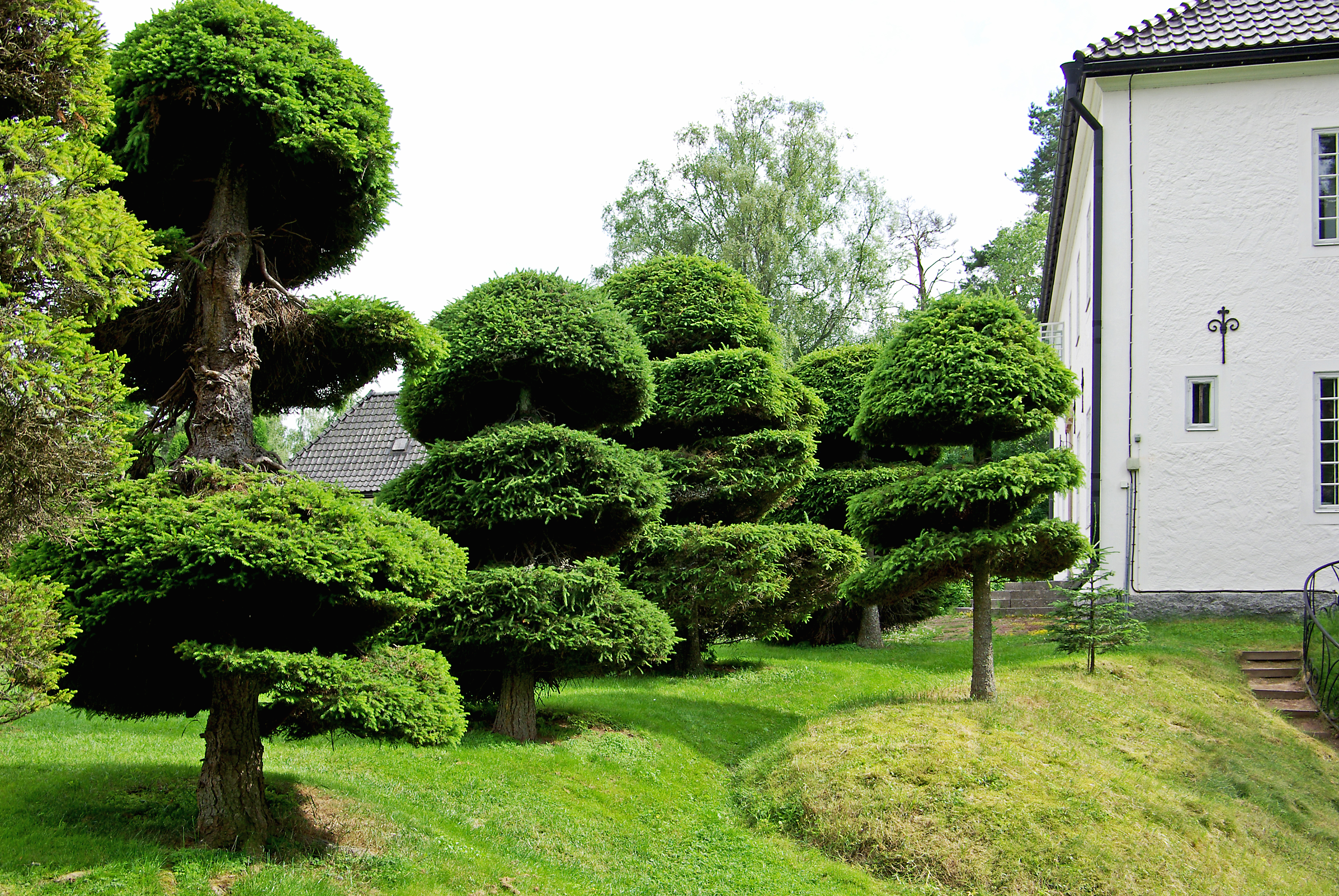
Träd i parken.
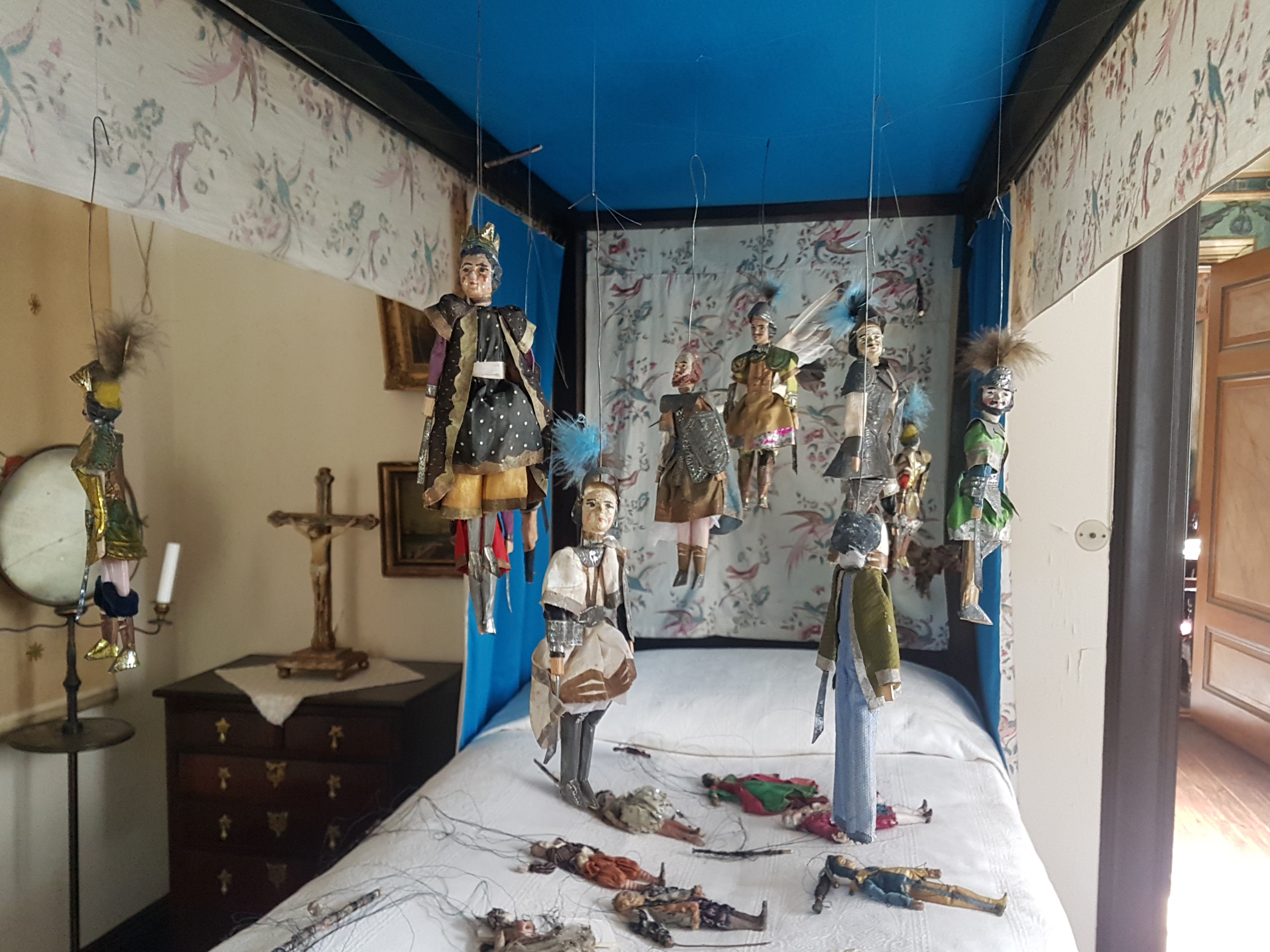
Marionettdockor som användes av barnen Malcolm och Peter Munthe på Hildasholm.
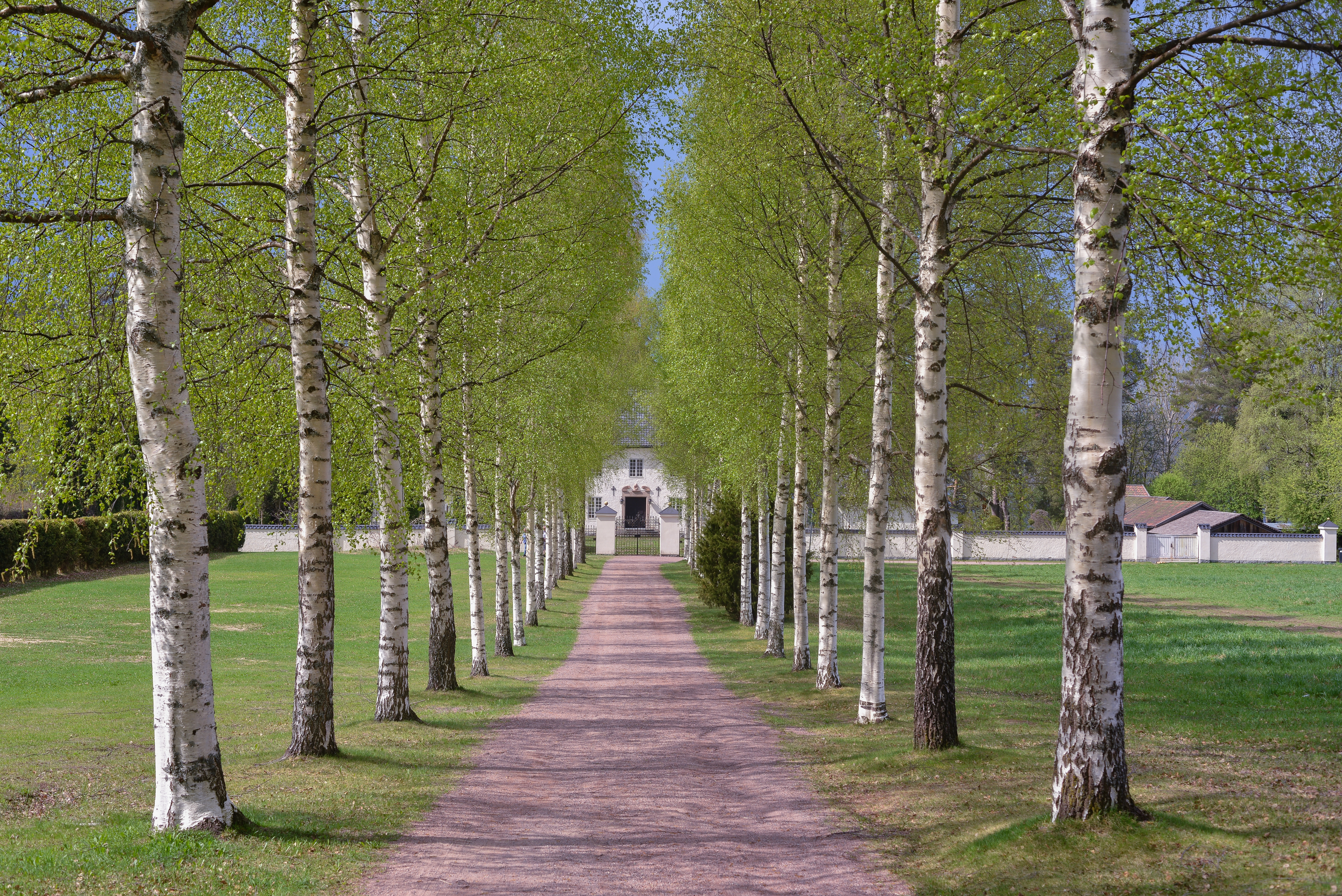
Allén som leder mot Hildasholm.